# Затишье (Гродненская область)
Зати́шье (бел. Заці́шша, пол. Zacisze) — деревня в Сморгонском районе Гродненской области Белоруссии.
Входит в состав Коренёвского сельсовета.
Расположена в центральной части района. Расстояние до районного центра Сморгонь по автодороге — около 5,5 км, до центра сельсовета деревни Корени по прямой — чуть менее 3,5 км. Ближайшие населённые пункты — Лисичино, Ореховка, Хотени. Площадь занимаемой территории составляет 0,0370 км², протяжённость границ 810 м.
Согласно переписи население Затишья в 1999 году насчитывало 3 жителя.